# Wu Jingyan
Wu Jingyan (25 aprile 2000) è una sincronetta cinese.

## Palmarès

### Coppa del Mondo
- 7 podi:
  - 5 vittorie (5 nella gara a squadre)
  - 2 secondi posti (2 nella gara a squadre)

#### Coppa del mondo - vittorie
| Data           | Luogo   | Paese  | Disciplina      |
| -------------- | ------- | ------ | --------------- |
| 5 aprile 2024  | Pechino | Cina   | Team tecnico    |
| 31 maggio 2024 | Markham | Canada | Team tecnico    |
| 13 giugno 2025 | Xi'an   | Cina   | Team tecnico    |
| 14 giugno 2025 | Xi'an   | Cina   | Team libero     |
| 15 giugno 2025 | Xi'an   | Cina   | Team acrobatico |